# دانیل کاجماکوسکی
دانیل کاجماکوسکی (به انگلیسی: Daniel Kajmakoski) (زاده ۱۷ اکتبر ۱۹۸۳) خواننده اهل مقدونیه است.
او در مسابقه آواز یوروویژن ۲۰۱۵ نماینده مقدونیه بود.